# Armadillidium scaberrimum
Armadillidium scaberrimum är en kräftdjursart som beskrevs av Stein 1859. Armadillidium scaberrimum ingår i släktet Armadillidium och familjen klotgråsuggor. Inga underarter finns listade i Catalogue of Life.